# Liste der Baudenkmäler in Mitterteich
Auf dieser Seite sind die Baudenkmäler in der Oberpfälzer Stadt Mitterteich zusammengestellt. Diese Tabelle ist eine Teilliste der Liste der Baudenkmäler in Bayern. Grundlage ist die Bayerische Denkmalliste, die auf Basis des Bayerischen Denkmalschutzgesetzes vom 1. Oktober 1973 erstmals erstellt wurde und seither durch das Bayerische Landesamt für Denkmalpflege geführt wird. Die folgenden Angaben ersetzen nicht die rechtsverbindliche Auskunft der Denkmalschutzbehörde.

## Baudenkmäler nach Ortsteilen

### Mitterteich
| Lage                                                       | Objekt                                                  | Beschreibung | Akten-Nr.             | Bild                                                    |
| ---------------------------------------------------------- | ------------------------------------------------------- | --- | --------------------- | ------------------------------------------------------- |
| Bachstraße, an der Brücke (Standort)                       | Holzfigur des heiligen Johann von Nepomuk               | Auf hohem Granitpostament des 18. Jahrhunderts, Figur als Kopie des zerfallenen Originals, an Sockel bezeichnet mit „1982“ | D-3-77-141-1          | Holzfigur des heiligen Johann von Nepomuk               |
| Kirchplatz 1 (Standort)                                    | Katholische Pfarrkirche St. Jakobus der Ältere          | Basilika, Massivbau mit Satteldach, rundbogigen Stufenportalen und Putzgliederung sowie eingezogenem, dreiseitig geschlossenem Chor, neuromanisch, 1890–93 von Carl Hocheder, Turm mit Laternenzwiebelhaube im südlichen Chorwinkel bezeichnet mit „1606“; mit Ausstattung                                | D-3-77-141-3          | weitere Bilder                                          |
| Kirchplatz 2 (Standort)                                    | Altes Rathaus                                           | Zweigeschossiger, verputzter Massivbau mit Walmdach, Putzgliederung, übergiebelten Risatiten an den Schmalseiten und Dachreiter, im Kern 1731–34, 1909 in Formen der Neurenaissance und des Neubarock erneuert                                                                                            | D-3-77-141-5          | Altes Rathaus                                           |
| Martin-Zehendner-Straße (Standort)                         | Steinfigur des heiligen Johann Nepomuk                  | Auf Postament, um 1920 | D-3-77-141-7 Wikidata | Steinfigur des heiligen Johann Nepomuk                  |
| Marktredwitzer Straße 18 (Standort)                        | Evangelisch-lutherische Pfarrkirche, Christuskirche     | Saalbau, verputzter Massivbau mit schlichter Putzgliederung, Stufenportal, eingezogenem Chor und Westturm mit Zeltdach, neuromanisch, 1896/97; mit Ausstattung | D-3-77-141-6          | BW                                                      |
| Nähe Martin-Zehendner-Straße, bei Haus Nummer 1 (Standort) | Sogenannte Hungersäule                                  | Steinerner Pfeiler auf Postament, bezeichnet mit „1720“ und „1921“ | D-3-77-141-8          | weitere Bilder                                          |
| Nähe Waldsassener Straße (Standort)                        | Kriegerdenkmal für die Gefallenen des Ersten Weltkriegs | Halbrunde Pfeilerstellung, eine Figurengruppe hinterfangend, und flankierenden Stelen, Granit, 1933 | D-3-77-141-10         | Kriegerdenkmal für die Gefallenen des Ersten Weltkriegs |
| Seibertsbach (Standort)                                    | Schreiberbrücke                                         | Steinquaderbau, die Brüstungen mit Reliefs gestaltet, mit sogenannter Hungersäule, Eckpfeiler mit Laterne und Reliefs, bezeichnet mit „1921“ | D-3-77-141-2          | weitere Bilder                                          |
| Unterer Marktplatz (Standort)                              | Mariensäule                                             | Marienfigur auf korinthischer Säule mit hohem Postament, 1896 | D-3-77-141-4          | weitere Bilder                                          |
| Unterer Marktplatz (Standort)                              | Steinfigur des heiligen Johann Nepomuk                  | Auf Postament, bezeichnet mit „1757“ | D-3-77-141-17         | Steinfigur des heiligen Johann Nepomuk                  |
| Vorstadt 13 (Standort)                                     | Kommunbrauhaus                                          | Verputzter Massivbau mit Satteldach, hohen Rundbogenfenstern und Segmentbogentor, bezeichnet mit „1864“ | D-3-77-141-16         | Kommunbrauhaus                                          |
| Waldsassener Straße 18a (Standort)                         | Katholische Friedhofskapelle Mariä Hilf                 | Saalbau, verputzter und halbrund geschlossener Massivbau mit Walmdach, Zwiebeldachreiter und Pilastergliederung, bezeichnet mit „1780“; mit Ausstattung Leichenhaus, eingeschossiger, verputzter Massivbau mit Sockelgeschoss, Krüppelwalmdach und Vorhalle, Ende 19. Jahrhundert Friedhofsmauer, um 1884 | D-3-77-141-9          | weitere Bilder                                          |

### Pechofen
| Lage                  | Objekt                | Beschreibung | Akten-Nr.     | Bild |
| --------------------- | --------------------- | --- | ------------- | ---- |
| Pechofen 1 (Standort) | Ehemaliges Bauernhaus | Wohnstallhaus, zweigeschossiger Massivbau mit Halbwalmdach und Segmentbogenfenstern mit Granitlaibungen, um 1866 (dendrochronologisch bestimmt) | D-3-77-141-15 | BW   |

### Pleußen
| Lage                    | Objekt                                                   | Beschreibung                                                                                                  | Akten-Nr.     | Bild           |
| ----------------------- | -------------------------------------------------------- | --- | ------------- | -------------- |
| Gommelberg (Standort)   | Wallfahrtskapelle Unserer Lieben Frau auf dem Gommelberg | Verputzter Massivbau mit Satteldach, eingezogenem Chor und Dachreiter mit Zwiebelhaube, 1905; mit Ausstattung | D-3-77-141-11 | weitere Bilder |
| Nähe Im Dorf (Standort) | Steinkreuz                                               | Wohl 17. Jahrhundert; versetzt an den nordwestlichen Ortsrand                                                 | D-3-77-141-12 | weitere Bilder |

### Steinmühle
| Lage                     | Objekt                                 | Beschreibung | Akten-Nr.     | Bild           |
| ------------------------ | -------------------------------------- | --- | ------------- | -------------- |
| Bergwiese (Standort)     | Kapelle, sogenannte Steinmühlkapelle   | Verputzter Massivbau mit Satteldach und Granitgewänden, zur Erinnerung an den Deutsch-Französischen Krieg, 1870/71; mit Ausstattung    | D-3-77-141-14 | weitere Bilder |
| Steinmühle 21 (Standort) | Katholische Expositurkirche St. Joseph | Saalbau, verputzter Massivbau mit Satteldach, eingezogenem, dreiseitig geschlossenem Chor und Satteldachturm, 1933/34; mit Ausstattung | D-3-77-141-13 | weitere Bilder |